# Gims
Gims (in precedenza Maître Gims), pseudonimo di Gandhi Bilel Djuna (Kinshasa, 6 maggio 1986), è un cantautore congolese (Repubblica Democratica del Congo), attivo principalmente in Francia.
In dieci anni di carriera ha venduto più di 6 milioni di album ed ha ottenuto 9 volte la certificazione di disco di diamante, soltanto in Francia.
È considerato uno dei migliori rapper francofoni della sua generazione, e un rappresentante del rap riflettuto e tecnico. Il suo terzo album da solista, Ceinture noire, ha conosciuto un successo mondiale: tra il 2018 e il 2019 Gims si è esibito in tutta Europa, negli Stati Uniti e in Canada, fino a concludere il Fuegotour il 28 settembre 2019 allo Stade de France, in uno spettacolo con oltre 70 000 spettatori.

## Biografia
Nato a Kinshasa, capitale della Repubblica Democratica del Congo, da genitori cristiani, nel 2004 Gims si è convertito all’islam. È arrivato in Francia quando aveva due anni, da immigrato irregolare. Essendo senza documenti, è stato dato in affido ad altre famiglie fino al compimento dei 18 anni. Proviene da una famiglia di musicisti: suo padre faceva parte della banda di Papa Wemba, mentre i due fratelli sono entrambi rapper. Con il collettivo Sexion d'Assaut, di cui fa parte fin dalla fondazione, ha pubblicato vari album, ottenendo numerosi successi e duetti di fama internazionale. Si è sposato a 18 anni e ha cinque figli.
Nel maggio 2013 ha pubblicato l'album di debutto da solista Subliminal, vendendo oltre un milione di copie; nello stesso periodo ha lanciato la sua prima linea d'abbigliamento, Vortex, e l'etichetta discografica indipendente MMC (Monstre Marin Corporation). Nel 2015 ha pubblicato il secondo album, Mon cœur avait raison, promosso dal singolo Est-ce que tu m'aimes?, quest'ultimo certificato disco di platino in Italia (riconoscimento ricevuto al Festival di Sanremo il 9 febbraio 2016); nel 2018 pubblica il terzo albo, Ceinture noire; negli anni successivi pubblica nuove versioni dell'albo Ceinture Noire dal titolo Trascendance (2019) e Décennie (2020).
Nel 2019 ha collaborato con Maluma e J Balvin per la creazione di alcune canzoni dell'albo Ceinture noire Trascendance.
Nell'album dedicato ai suoi dieci anni di carriera, Ceinture noire Décennie, collabora con Dhurata Dora, Dj Assad e Niro.
Il 25 settembre 2020 pubblica su YouTube il singolo Immortel, che anticipa l'albo Le Fléau, una mixtape di 17 brani che vede la partecipazione di Kaaris, Leto, Heuss L'Enfoiré e Bosh, e uscita il 4 dicembre 2020; sarebbe dovuta uscire un mese prima, ma a causa delle restrizioni imposte dal governo francese per arginare la diffusione del COVID-19, l'uscita è stata posticipata dall'artista. Nel settembre dello stesso anno, Gims è protagonista di un documentario su Netflix intitolato GIMS: on the record.

## Stile e influenze
La musica di Gims si rifà all'hip hop e alla dance, con influenze di musica pop e musica latina.
Il cantante ha citato come propri riferimenti Nate Dogg, Tupac Shakur, French Montana, Maluma, J Balvin, Eminem, 50 Cent, Tandem, Marvin Gaye e Michael Jackson, il gruppo cubano Buena Vista Social Club, ed ha collaborato con il rapper statunitense Pitbull, con il cantautore belga Stromae, col cantautore britannico Sting, con la cantante australiana Sia e con il rapper Lil Wayne.

## Discografia

### Da solista

#### Album in studio
- 2013 – Subliminal
- 2015 – Mon cœur avait raison
- 2018 – Ceinture noire
- 2020 – Le fléau
- 2022 – Les dernières volontés de Mozart

#### EP
- 2006 – Pour ceux qui dorment les yeux ouverts (come DJ Puriste)
- 2024 – Le nord se souvient

### Con i Sexion d'Assaut

#### Album in studio
- 2008 – Le renouveau
- 2009 – L'écrasement de tête
- 2010 – L'école des points vitaux
- 2012 – L'Apogée

#### Mixtape
- 2004 – La terre du milieu
- 2009 – Les chroniques du 75 Vol. 1
- 2011 – Les chroniques du 75 Vol. 2

### Singoli
- 2013 – J'me tire
- 2013 – Bella
- 2013 – Meurtre par strangulation
- 2013 – Zombie
- 2015 – Est-ce que tu m'aimes?
- 2015 – ABCD
- 2016 – Zoum Zoum (feat. Djuna Family)
- 2016 – Ma beauté
- 2016 – 150
- 2016 – Sapés comme jamais (feat. Niska)
- 2017 – Marabout
- 2017 – Caméléon
- 2018 – Mi gna (con Super Sako e Hayko)
- 2018 – La même (con Vianney)
- 2018 – Loup Garou (feat. Sofiane)
- 2018 – Corazón (feat. Lil Wayne e French Montana)
- 2018 – Bella ciao (con Vitaa, Dadju, Naestro e Slimane)
- 2018 – Oulala
- 2019 – Miami Vice
- 2019 – Hola señorita (con Maluma)
- 2019 – Reste (con Sting)
- 2019 – Ceci n'est pas du rap (feat. Niro)
- 2020 – Légendaire (con Chaka 47)
- 2020 – Malheur malheur
- 2020 – Yolo
- 2020 – Dernier métro (con Kendji Girac)
- 2020 – Immortel
- 2020 – Origami
- 2020 – Pirate (feat. J Balvin)
- 2020 – Jusqu'ici tout va bien
- 2020 – Oro Jackson (feat. Gazo)
- 2021 – Cesar (con Black M)
- 2021 – GJS (feat. SCH e Jul)
- 2021 – Belle (feat Dadju e Slimane)
- 2021 – Only u (feat. Dhurata Dora)
- 2021 – Best life (feat. Naps)
- 2021 – Prends ma main (feat. Vitaa)
- 2022 – Haaland
- 2022 – Arhbo (feat. Ozuna)
- 2022 – Après Vous Madame (feat. Soolking)
- 2022 – Te Amo (feat. Tayc)
- 2023 – Malembé (feat. Maes)
- 2023 – TMO (Turn Me On) (con Issam Alnajjar e Mohamed Ramadan)
- 2023 – Mirage (feat. AriBeatz, Ozuna e Sfera Ebbasta)
- 2023 – Horizon
- 2023 – Seya (feat. Morad)
- 2024 – Loco (feat. Lossa)
- 2024 – Ma Douce (feat. Baby Gang)
- 2024 – Joe Pesci (feat. Inso Le Véritable)
- 2024 – Spider (feat. Dystinct)
- 2024 – Mamacita (feat. Sfera Ebbasta)
- 2024 – Sois pas timide
- 2024 – Terminal 2F (feat. Dadju)
- 2024 – Vent du Nord
- 2024 – Elisa (feat. Rvfv)
- 2024 – Ma bella (feat. Accaoui & Dafina Zeqiri)
- 2024 – Ohma Tokita
- 2025 – Shaolin
- 2025 – Ninao
- 2025 – Baby